# Odd Einar Dørum
Odd Einar Dørum (født 12. oktober 1943 i Oslo) er en norsk politiker (V). Han er socionom og har tidligere været leder af partiet Venstre. Dørum sad i femte perioder i Stortinget og har også været transportminister og justitsminister i Kjell Magne Bondeviks to regeringer.

## Uddannelse og politisk karriere
Dørum tog realeksamen fra Trondheim Katedralskole i 1962 og begyndte derefter at studerede historie på Universitetet i Trondheim. Det var under uddannelsen Dørum blev bekendt med partiet Venstre, og i 1962 blev han formand for Unge Venstre i Sør-Trøndelag og to år senere blev han formand for Norges Unge Venstre. I 1972 blev han lektor i Trondheim og i 1984 blev han højskolelektor ved Det Norske Diakonhjem. Dørum blev første gang valgt til Stortinget i 1977 fra Sør-Trøndelag. Efter valget i 1981, hvor han ikke blev genvalgt, havde Dørum forskellige poster i Venstres ledelse og stortingsgruppe. I 1997 blev han valgt til Stortinget, denne gang fra Oslo, og blev udnævnt til transportminister af Kjell Magne Bondevik. I 1999 skete en rokade i regeringen, og Dørum blev justitsminister. Det var han også i Bondeviks anden regering.

## Udmærkelser
I 2001 fik Dørum æresprisen "Bypatrioten uddelt af Oslo Byes Vel
I 2004 blev Dørum kommandør af St. Olavs Orden. 